# 558 a.C.
Il 558 a.C. (DLVIII a.C. in numeri romani) è un anno  del VI secolo a.C.

## Morti
- Solone, politico, giurista e poeta ateniese (n. 638 a.C.)